# Алофі
Ало́фі (англ. Alofi) — містечко, адміністративний центр острова Ніуе (вільна асоціація з Новою Зеландією) у південній частині Тихого океану.

## Географія
Висота Алофі над рівнем моря — 20 м.
Селище складається з двох частин: Північного Алофі (населення 147 осіб) та Південного Алофі (населення 434 осіб), де розміщені всі управлінські інститути. Місто розташоване посередині затоки Алофі у західній частині острова.

## Клімат
Клімат у Алофі екваторіальний, спекотний та помірно вологий.
| Кліматограма Алофі                                                                                          | Кліматограма Алофі | Кліматограма Алофі | Кліматограма Алофі | Кліматограма Алофі | Кліматограма Алофі | Кліматограма Алофі | Кліматограма Алофі | Кліматограма Алофі | Кліматограма Алофі | Кліматограма Алофі | Кліматограма Алофі |
| --- | ------------------ | ------------------ | ------------------ | ------------------ | ------------------ | ------------------ | ------------------ | ------------------ | ------------------ | ------------------ | ------------------ |
| С | Л                  | Б                  | К                  | Т                  | Ч                  | Л                  | С                  | В                  | Ж                  | Л                  | Г                  |
| 260 28 23                                                                                                   | 250 29 24          | 300 28 24          | 200 27 23          | 130 26 22          | 80 26 21           | 90 25 20           | 100 25 20          | 100 26 21          | 120 26 21          | 140 27 22          | 190 28 23          |
| Середня макс. і мін. температури повітря (°C) Атмосферні опади (мм), за рік : 1960 мм. Джерело: Weatherbase |                    |                    |                    |                    |                    |                    |                    |                    |                    |                    |                    |

## Населення
Станом на 2011 рік населення Алофі складало 639 осіб.